# Cela solitária

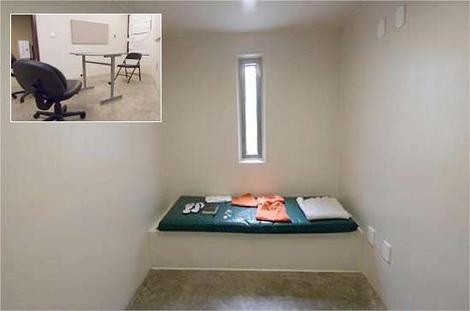
Imagem de uma cela solitária, vista por dentro no Campo de Detenção da Baía de Guantánamo. A imagem inserida é a sala de leitura dos prisioneiros (sem livros na foto).

Cela solitária, ou simplesmente solitária, é uma forma especial de punição na qual o detento é encarcerado numa cela individual e isolado de qualquer contato humano, muitas vezes com exceção de membros do pessoal do presídio. É por vezes usada como um castigo para além da encarceração, e é referida como uma medida adicional de proteção contra os criminosos ou atribuída como castigo aos detentos que violem as regras da prisão em alguns países.
É considerada pelos críticos como uma forma de tortura psicológica quando o período de encarceramento é mais longo do que algumas semanas ou é mantido indefinidamente. Ou sejam 40 (quarenta) dias, a chamada "Quarentena", segundo Sigmund Freud.

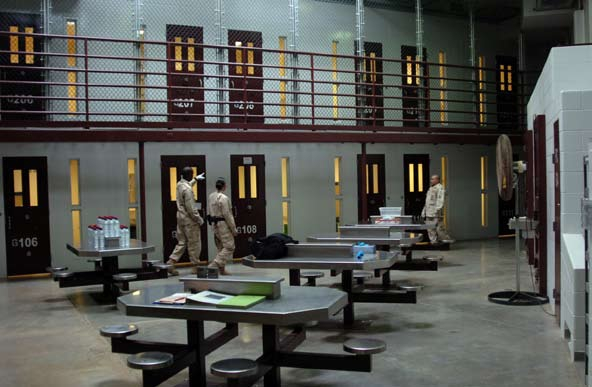
Vista de várias celas em uma área de confinamento solitário em um presídio dos Estados Unidos.